# Famille de Duve
Cette page explique l’histoire ou répertorie les différents membres de la famille de Duve.

La famille de Duve est une famille de la noblesse belge d’origine allemande. Son histoire a longtemps été associée à celle de la ville de Hanovre.

## Historique
La filiation de la famille remonte à Johann Duve, issu d’une famille patricienne. Son fils, Johann II (1528-1608), fut bourgmestre de Hanovre en 1548.
Johann III Duve (de) (1611-1679), petit-fils de Johan II, est encore bien connu à Hanovre. Une souscription lancée en 1903 pour honorer sa mémoire permit d’ériger une fontaine à son nom, la Duve Brunnen (de). Johann III commença sa carrière dans le commerce de la soie à la suite de son père Gottschalk Duve. Il obtint divers privilèges, dont le monopole des approvisionnements en tissus pour l’armée, puis ceux du plomb, de la poudre et des céréales et, enfin, celui de l’exploitation de tous les métaux non précieux. Ayant acquis une fortune considérable, il devint un bienfaiteur de la ville de Hanovre, construisant de ses deniers notamment un orphelinat pour soixante enfants et un asile pour quarante personnes âgées, une cinquantaine de maisons dans la Neustadt et érigeant des fontaines dans la ville. C'est lui aussi qui finança la reconstruction de la tour de la Kreuzkirche (de), adjoignant une chapelle funéraire familiale à l'église. Johann III fut également un banquier important. Il est considéré comme un des premiers capitalistes de la ville.

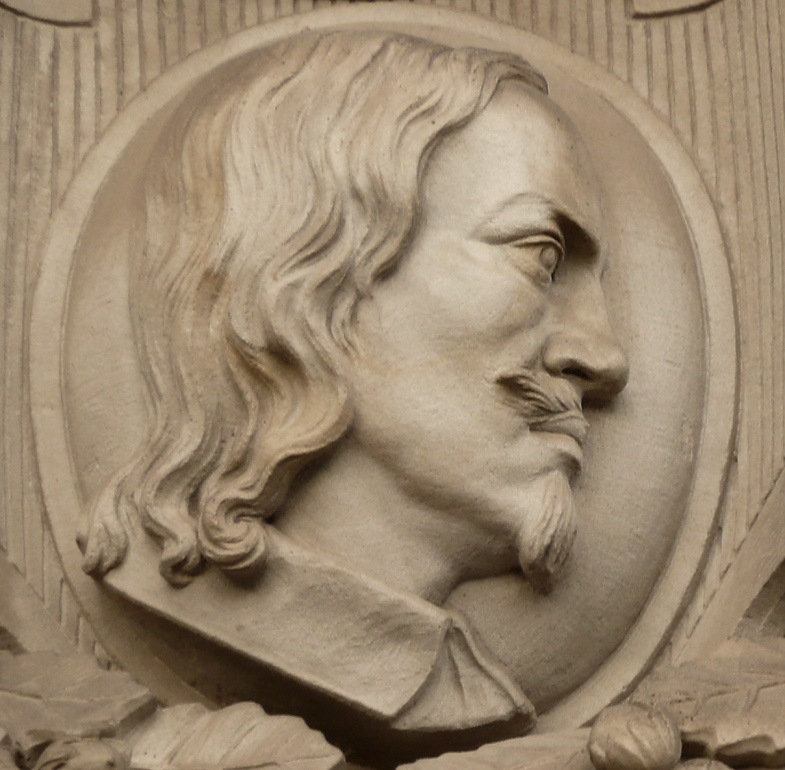
Johann III Duve (1611-1679)

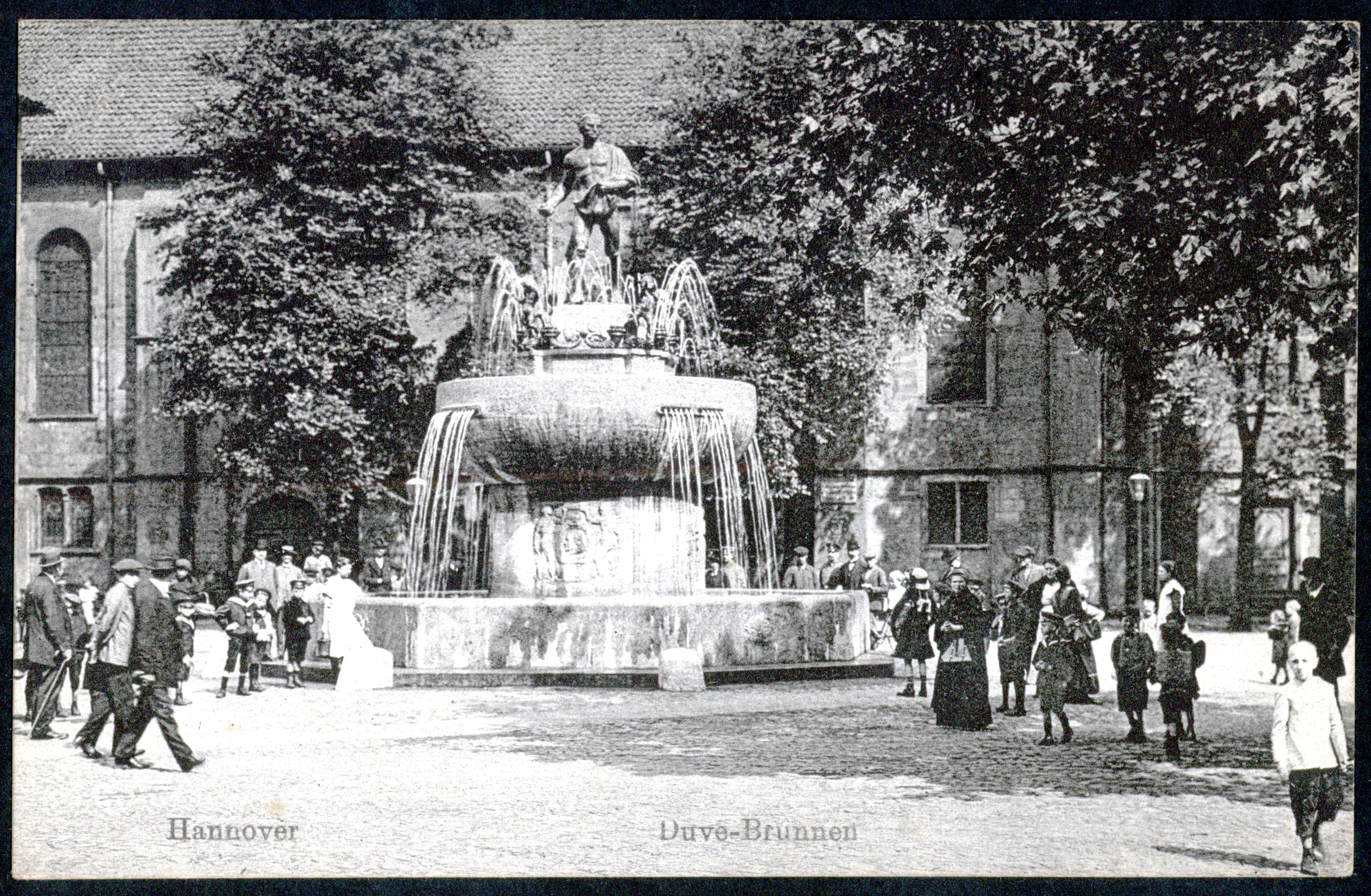
La Duve Brunnen à Hanovre vers 1916

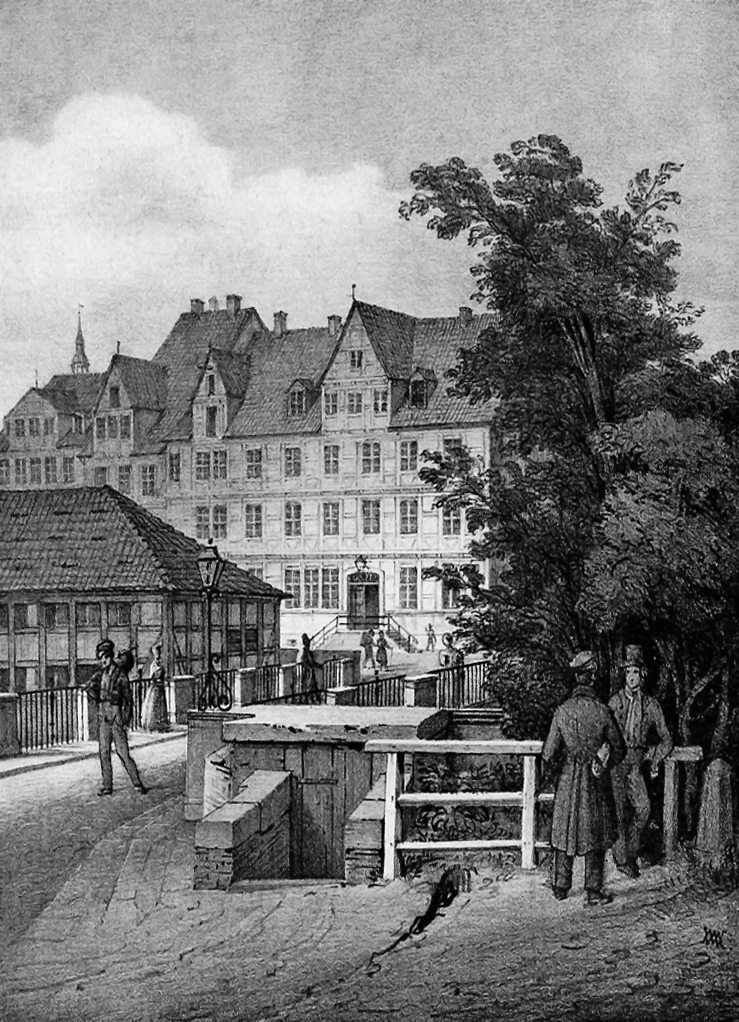
La maison des pauvres construite par Johan III Duve

Johann von Duve von Schwartzfeld, un des fils de Johann III, anobli en 1675, est mort sans descendance. Carl Leopold von Duve, conseiller de chancellerie de Mecklembourg, a été anobli en 1751, branche aujourd'hui éteinte.
En 1767, l’empereur Joseph II accorda une concession de noblesse à Friedrich Wilhelm (von) Duve (1707-1785), secrétaire intime de la Chancellerie de l’électorat de Brunswick-Lüneburg (Hanovre) et conseiller de cour. L’électeur de Hanovre étant le roi George III d'Angleterre, les lettres patentes furent revêtues de l'exequatur de ce dernier en 1777.
Au XIXe siècle, plusieurs membres de la famille s’installèrent à l’étranger (Espagne, Australie et Belgique). C’est ainsi que Wilhelm von Duve (1795-1860), arrière-petit-fils de Friedrich Wilhelm von Duve, s’est installé à Anvers après la bataille de Waterloo à laquelle il a participé dans les rangs de la King's German Legion. Il épousa Marie-Josèphe Sassenus (1788-1869) en 1816 et fut naturalisé au royaume uni des Pays-Bas en 1820. Il francisa son nom en Guillaume de Duve. Peu avant sa mort, en 1858, il fut reconnu dans la noblesse du royaume de Belgique. Il est l'auteur de la branche belge de la famille.

## Personnalités de la branche belge
- Marie de Duve (1865-1957), artiste peintre spécialisée dans les marines et paysages de la côte belge. Elle signait ses œuvres sous son nom d'épouse, Marie Wambach[5]. Elle a épousé Émile Wambach, un compositeur, chef d'orchestre, violoniste et pianiste belge, né à Arlon et qui fut directeur du Conservatoire royal d'Anvers. Il a participé au renouveau musical flamand.
- Le R.P. Joseph de Duve S.J. (1868-1950) a passé sa vie comme missionnaire aux Indes britanniques où il est mort à Hazaribegh (dans l’État actuel de Jharkhand).
- Le R.P. Léon de Duve S.J. (1868-1907) est entré chez les jésuites un jour après son frère Joseph. Il est parti au Congo en 1902 et y resté jusqu’à sa mort prématurée à Lemfu (province du Bas-Congo), où il avait participé au développement d’une des toutes premières missions des jésuites[6].
- René de Duve (1878-1959) faisait partie des troupes belges sacrifiées à Keyem 1914 pour ralentir les Allemands. Prisonnier, il s’est évadé en janvier 1918 du camp de Soltau près de Hanovre après trois tentatives ratées et a rejoint l’Angleterre en plein hiver pour se remettre à la disposition de l’armée[7]. (Chevalier de l'ordre de Léopold II avec palme, chevalier de l'Ordre royal du Lion, croix de guerre avec palme, croix de l'Yser, médaille du volontaire de guerre combattant, médaille interalliée.)
- Jacques de Duve (1911-1978), artiste peintre, courtier en immobilier, a épousé Beatrix Lindsay Thomson (1915-2000), dont descendance. Pendant la Seconde Guerre mondiale, Jacques de Duve a transmis d’importants renseignements militaires aux Anglais. Ceux-ci ne l’ont pas cru. Reconnu comme patriote en Belgique, il a reçu la Croix des évadés 1940-1945[8].
- Christian de Duve (1917-2013), médecin, biochimiste et professeur de diverses universités, a reçu le prix Nobel de médecine en 1974 et le titre personnel vicomte en 1990. Il a épousé Janine Herman (1922-2008), dont descendance.
- Pierre de Duve (1921-2014), volontaire de guerre, résistant armé 40-45 (Armée secrète et ensuite MNR), médaille commémorative de la guerre 1940-1945, médaille du prisonnier de guerre, est devenu fonctionnaire aux Nations unies après-guerre, puis courtier en immobilier. Il a épousé Marie-Antoinette Le Boulengé (1927-2023), dont descendance.
- Thierry de Duve (°1944), docteur en sociologie et sémiologie, diplôme de psychologie, historien et théoricien de l’art contemporain, auteur de nombreux ouvrages, a épousé Christine Demblon (°1947), dont descendance. Il a été professeur de diverses universités en France, et aux États-Unis.
- Bruno de Duve (°1950), avocat honoraire (Bruxelles), professeur honoraire à l’École supérieure des sciences fiscales/ESSF (Bruxelles) et professeur honoraire invité à l’université de Bourgogne (centre de recherches fiscales), a épousé en premières noces Nicole (Nicolette) Regout et en secondes noces Geneviève Otjacques, dont descendance.
- Pascal de Duve (1964-1993), écrivain et philosophe. Il s’est installé à Paris où il mourut sans descendance.
- Catherine de Duve (°1969), historienne de l’art, écrivain, artiste peintre, chroniqueuse ART TV sur LN24, a fondé en 2000 les Kate'Art Editions destinées à rendre l'art accessible aux enfants et aux familles, 30 ème Personnalité Richelieu (2018).

## Pour approfondir